# ユーリー・アレクサンドロヴィチ (トヴェリ大公)
ユーリー・アレクサンドロヴィチ（ロシア語: Юрий Александрович、1400年頃 - 1425年11月26日もしくは1426年4月23日）は、トヴェリ大公アレクサンドルの子である。1425年10月25日にトヴェリ大公位を継ぐが、一年未満で死亡した。

## 生涯
生年は不明である。おそらく父のアレクサンドルは1398年に結婚しており、結婚後まもなくの生まれであると推測されている。
1425年10月25日に（おそらく、当時ルーシに蔓延していたペストによって、）父アレクサンドルが死亡した。ユーリーはその後を継いでトヴェリ大公となるが、ほどなくして死亡した。ルーシの年代記（レートピシ）には、ユーリーの在位はわずか4週間で、4月23日に死亡した、と記されている。父の死亡日と在位期間、ユーリーの死亡日が会わない点に関して、整合性を見出そうとする説のひとつとしては、年代記はジョチ・ウルスに承認された日を記しているため、という解釈がある。
トヴェリ大公位はユーリーの弟のボリスが継承し、ユーリーの長男・イヴァンはズブツォフ公となった。なおユーリの妻はモスクワ大公国の貴族（ボヤーレ）イヴァン(ru)の娘であり、他にドミトリーという子も成している。